# William Henry Gladstone
William Henry Gladstone (Hawarden, 3 giugno 1840 – Londra, 4 luglio 1891) è stato un politico britannico.

## Biografia
Primo figlio del quattro volte primo ministro William Ewart Gladstone e fratello di Henry Neville e Herbert John, fu membro del parlamento per vent'anni, nelle file del Liberal Party: dal 1865 al 1868 fu il rappresentante della circoscrizione di Chester, dal 1868 al 1880 di Whitby, dal 1880 al 1885 dell'East Worcestershire.
Fu anche organista, cantante e storico della musica (si occupò soprattutto dello sviluppo del canto sacro nella Chiesa Anglicana).
Ebbe anche trascorsi da calciatore, nell'Old Etonians F.C. e nella nazionale scozzese: nel 1870 giocò il primo incontro, non ufficiale, fra Scozia ed Inghilterra.
Ereditò dallo zio materno Stephen Glynne, morto nel 1874, i possedimenti della famiglia Glynne, tra cui anche il castello di Hawarden, che già era la casa della famiglia Gladstone da quando John Gladstone, nonno di William Henry, aveva aiutato economicamente i Glynne negli anni quaranta dell'Ottocento.

## Ascendenza
|                                    |                                   |                                       | Genitori                         |  |  | Nonni |  |  | Bisnonni          |  |  | Trisnonni       |  |
|                                    |                                   |                                       |                                  |  |  |       |  |  | Thomas Gladstones |  |  | John Gladstones |  |
|                                    |                                   |                                       |                                  |  |  |       |  |  | Thomas Gladstones |  |  | John Gladstones |  |
|                                    |                                   | Janet Aitken                          |                                  |  |  |       |  |  | Thomas Gladstones |  |  |                 |  |
| sir John Gladstone, I baronetto    |                                   |                                       |                                  |  |  |       |  |  | Thomas Gladstones |  |  |                 |  |
|                                    |                                   | Helen Neilson                         | Walter Neilson                   |  |  |       |  |  |                   |  |  |                 |  |
|                                    |                                   | Helen Neilson                         | Walter Neilson                   |  |  |       |  |  |                   |  |  |                 |  |
|                                    |                                   | Helen Neilson                         | Margaret Mutter                  |  |  |       |  |  |                   |  |  |                 |  |
| rt. hon. William Ewart Gladstone   |                                   | Helen Neilson                         |                                  |  |  |       |  |  |                   |  |  |                 |  |
|                                    |                                   | Andrew Robertson                      | George Robertson                 |  |  |       |  |  |                   |  |  |                 |  |
|                                    |                                   | Andrew Robertson                      | George Robertson                 |  |  |       |  |  |                   |  |  |                 |  |
|                                    |                                   | Andrew Robertson                      | Agnes Barbe                      |  |  |       |  |  |                   |  |  |                 |  |
| Anne Robertson                     |                                   | Andrew Robertson                      |                                  |  |  |       |  |  |                   |  |  |                 |  |
|                                    |                                   | Anne MacKenzie                        | Colin MacKenzie                  |  |  |       |  |  |                   |  |  |                 |  |
|                                    |                                   | Anne MacKenzie                        | Colin MacKenzie                  |  |  |       |  |  |                   |  |  |                 |  |
|                                    |                                   | Anne MacKenzie                        | Mary MacKenzie                   |  |  |       |  |  |                   |  |  |                 |  |
| William Henry Gladstone            |                                   | Anne MacKenzie                        |                                  |  |  |       |  |  |                   |  |  |                 |  |
|                                    | sir Stephen Glynne, VII baronetto | sir John Glynne, VI baronetto         |                                  |  |  |       |  |  |                   |  |  |                 |  |
|                                    | sir Stephen Glynne, VII baronetto | sir John Glynne, VI baronetto         |                                  |  |  |       |  |  |                   |  |  |                 |  |
|                                    | sir Stephen Glynne, VII baronetto | Honora Conway                         |                                  |  |  |       |  |  |                   |  |  |                 |  |
| sir Stephen Glynne, VIII baronetto | sir Stephen Glynne, VII baronetto |                                       |                                  |  |  |       |  |  |                   |  |  |                 |  |
|                                    |                                   | Mary Bennett                          | Richard Bennett                  |  |  |       |  |  |                   |  |  |                 |  |
|                                    |                                   | Mary Bennett                          | Richard Bennett                  |  |  |       |  |  |                   |  |  |                 |  |
|                                    |                                   | Mary Bennett                          | …                                |  |  |       |  |  |                   |  |  |                 |  |
| Catherine Glynne                   |                                   | Mary Bennett                          |                                  |  |  |       |  |  |                   |  |  |                 |  |
|                                    |                                   | Richard Griffin, II barone Braybrooke | Richard Neville Aldworth Neville |  |  |       |  |  |                   |  |  |                 |  |
|                                    |                                   | Richard Griffin, II barone Braybrooke | Richard Neville Aldworth Neville |  |  |       |  |  |                   |  |  |                 |  |
|                                    |                                   | Richard Griffin, II barone Braybrooke | Magdalen Calendrini              |  |  |       |  |  |                   |  |  |                 |  |
| Mary Griffin                       |                                   | Richard Griffin, II barone Braybrooke |                                  |  |  |       |  |  |                   |  |  |                 |  |
|                                    |                                   | Catherine Grenville                   | lord George Grenville            |  |  |       |  |  |                   |  |  |                 |  |
|                                    |                                   | Catherine Grenville                   | lord George Grenville            |  |  |       |  |  |                   |  |  |                 |  |
|                                    |                                   | Catherine Grenville                   | Elizabeth Wyndham                |  |  |       |  |  |                   |  |  |                 |  |
|                                    |                                   | Catherine Grenville                   |                                  |  |  |       |  |  |                   |  |  |                 |  |